# Nachrücker
Nachrücker bezeichnet einen Abgeordneter im Deutschen Bundestag, einem Landesparlament, dem Europäischen Parlament, oder prinzipiell auch allen anderen Gremien, der das Mandat nicht gleich bei der Wahl erhält, sondern als Ersatz nachgerückt ist für einen regulär gewählten Abgeordneten der das Mandat nicht annahm oder während der Legislaturperiode ausgeschieden ist. In manchen Fällen stand der Nachrücker als Ersatzbewerber bereits mit auf dem Wahlzettel, unterhalb des Namens des eigentlichen Kandidaten.

## Bundestag nach Wahlrecht ab 2021
Bei der Bundestagswahl 2025 blieben 23 Erststimmengewinner ohne Direktmandat. Diese sind in den jeweiligen Bundesländern die ersten Nachrücker ihrer Partei. Erst dann kommen Listenkandidaten zum Zug.

## Bundestag nach Wahlrecht bis 2023
In der Legislaturperiode ab 2021 änderte sich die Zusammensetzung der Bundestagsfraktionen deutlich, bei SPD und CDU in zweistelliger Anzahl.
Bei Bundestagswahlen ist der Nachrücker der erste, der auf der Landesliste des Bundeslandes der jeweiligen Partei steht, für die der ausgeschiedene Abgeordnete das Mandat innehatte, der noch nicht dem Bundestag angehört. Bei Wahlen, bei denen die Bewerber nach ihrer Stimmenzahl gewählt werden, rückt auch der noch nicht gewählte Kandidat einer Liste nach, der bei der Wahl die höchste Stimmenzahl erreicht hat.
Bekam bei der Bundestagswahl die Landesliste der Partei eines ausscheidenden Wahlkreisabgeordneten nach dem Zweitstimmenverhältnis weniger Sitze zugeteilt, als ihre Kandidaten Direktmandate gewannen, so wurde das freigewordene Mandat nach einem Urteil (Nachrücker-Urteil) des Bundesverfassungsgerichts nicht wieder besetzt. Die Zahl der Überhangmandate und damit die Gesamtzahl der Bundestagsmitglieder reduzierte sich entsprechend.

## Rotationsprinzip bei den Grünen
Als Versuch, das Entstehen von Berufspolitikertum zu verhindern bzw. zu erschweren, befürworteten die Grünen in ihrer Anfangsphase das Rotationsprinzip. Vor allem nach dem Ersteinzug 1983 in der 10. Legislaturperiode des Deutschen Bundestages schickten sie neben ihren gewählten Abgeordneten auch die entsprechenden Anzahl von Nachrückern nach Bonn. Diese sollten in den Abgeordneten-Büros als Referenten oder Berater mitarbeiten und in der Mitte der Legislaturperiode die Abgeordneten ablösen. Diese wiederum sollten nach dem Niederlegen des Mandates den Rest der Legislaturperiode als Berater in der Fraktionsgemeinschaft verbleiben. Die Fraktionsgemeinschaften nannten die Grünen Bundestagsgruppe und entsprechend in den Landtagen Landtagsgruppe.